# Issa el-Ayoubi
Issa el-Ayoubi (عيسى الأيوبي) est un journaliste libanais basé à Paris et à Beyrouth.
Il dirige la radio laïque « Voix de la liberté / Saout al Horriya » (diffusée au Liban, en Syrie et en Jordanie). Il publie une lettre stratégique en arabe, Intelligencia et participe à des débats télévisés sur les télévisions arabes. Il est également le correspondant d'Ad-Diyar en Europe.

## Biographie
Issa el-Ayoubi est l'un des dirigeants du parti social nationaliste syrien (PSNS). À la fin de la « guerre des deux ans », il représente le PSNS sur la scène internationale et reçoit les félicitations de Fidel Castro à l'occasion du festival de la jeunesse de Cuba. Il est enlevé, séquestré pendant six mois et torturé par les milices pro-israéliennes[réf. nécessaire] d'Elie Hobeika et Samir Geagea. Il est libéré dans le cadre d'un échange de prisonniers.
Invité de l'émission On ne peut pas plaire à tout le monde, le 28 novembre 2004, il défend la chaîne du Hezbollah, Al-Manar, et le droit d'accès à l'information en assurant que l'ensemble de la chaîne ne devait pas être collectivement sanctionné pour une seule fiction jugée antisémite.
Il est membre du Conseil supérieur de l'audiovisuel (Liban), directeur de publication d'Intelligencia, directeur de la radio La Voix de la liberté, vice-président du Réseau Voltaire (Thierry Meyssan est le président), et l'un des responsables de la conférence « anti-impérialiste » de celui-ci, Axis for Peace. Rudy Reichstadt, de Conspiracy Watch, qualifie la liste des participants de « who’s who des auteurs conspirationnistes les plus en vue de l’époque. »
Lors de la visite officielle du président Nicolas Sarkozy à Damas, les 3 et 4 septembre 2008, il commente l'événement pour la télévision nationale syrienne, qui en retransmet en direct les moments forts.